# Все про секс
Все про секс — американська комедія 2020 року. Режисер і сценарист Дакота Шейн Горман. Продюсери Тревіс Беренс і Стефані Блек.
Світова прем'єра відбулася 16 січня 2020 року; прем'єра в Україні — 7 жовтня 2021-го.

## Про фільм
Три хороші подруги живуть у великому місті і знаходяться у постійному пошуку себе, кар'єри, стосунків. Кейсі намагається знайти своє покликання, Сейдж — мріє про надзвичайну кар'єру, однак наразі працює в кафе. Морган, з перспективною роботою у видавництві, постійно в боргах і не проти підзаробити наданням сексуальних послуг.
Регулярні зустрічі за келихом коктейлю, відверті розмови, жарти щодо сексу, чоловіків, кар'єри і про все на світі допомагають подругам долати будь-які труднощі.

## Знімались
| Актор             | Роль |
| ----------------- | ---- |
| Метт Енджел       |      |
| Діллон Лейн       |      |
| Наталі Лінез      |      |
| Парвеш Чіна       |      |
| Емма Декерс       |      |
| Стерлінг Сулейман |      |
| Дакота Горман     |      |